# Pajarete
Le Pajarete (selon l'ancienne orthographe paxarete) est un vin de liqueur très fin et délicat, résultant du mélange de vin avec de l'arrope ou du sancocho. Son nom provient du vignoble du Monte Pajarete, situé dans la commune espagnole de Villamartín, dans la province de Cadix, en Andalousie.
Il est actuellement produit dans plusieurs endroits en Andalousie, en Espagne, et au Chili, dans la vallée de Huasco, dans la région d'Atacama, ainsi que dans la région de Coquimbo. En Écosse et aux États-Unis, il est appelé « Paxarete » et est utilisé pour donner du goût, de l'âge et de la couleur au whisky, raison pour laquelle il est également appelé sherry de mélange.

## En Espagne
En Espagne, le Pajarete est le nom d'un vin doux fortifié de l'appellation d'origine protégée Malaga. Ce vin de liqueur doit avoir une teneur en sucre comprise entre 45 et 140 grammes/litre, être vieilli pendant au moins 2 ans, sans ajout de sirop, et avoir une couleur dorée à ambrée foncée.
L'origine du nom vient d'un vignoble situé sur les pentes du château de Matrera, près du Prado del Rey où, jusqu'à l'arrivée du phylloxéra au XIXe siècle, les vins étaient produits sous le nom de « Pajarete ».

## Au Chili
Au Chili, le Pajarete est également connu sous le nom de vino del sol ou soleado. C'est un vin doux d'appellation d'origine protégée qui ne peut être produit que dans les régions d'Atacama et de Coquimbo. Trois variétés sont utilisées : le Muscat d'Autriche, le Muscat d'Alexandrie et le País o Criolla. Il se caractérise par son goût sucré, sa teneur modérée en alcool, sa consistance visqueuse, très aromatique et sa couleur cannelle pâle.

### Histoire

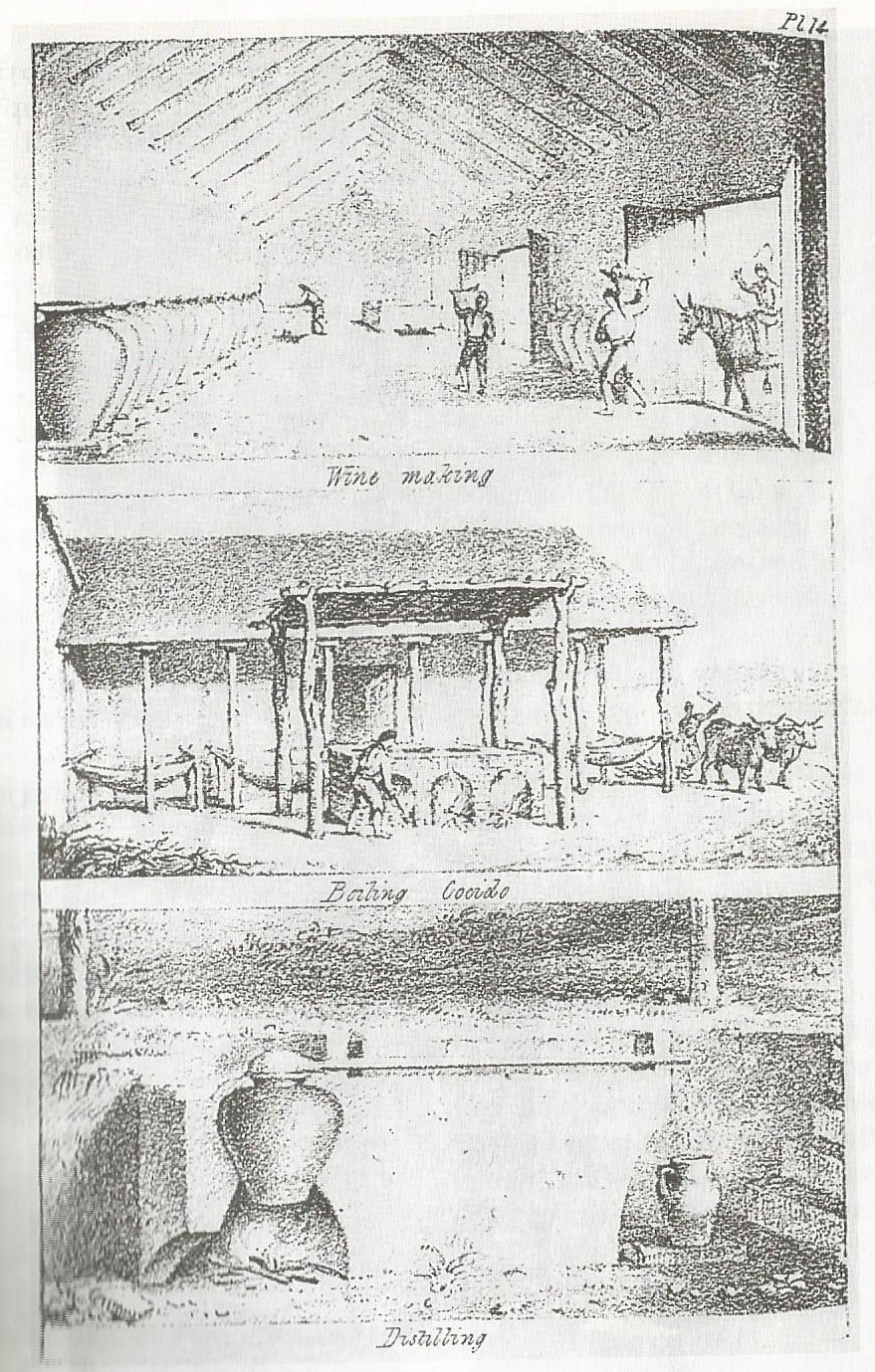
Techniques de fabrication du pisco et du vin telles qu'observées par l'explorateur Myers.

Les techniques de fabrication du Pajarete sont arrivées au début du XVIIe siècle, lorsque le noble Malacitano, Diego Pizarro del Pozo y Clavijo de Gálvez est arrivé dans ce qui était alors le Royaume du Chili. Lorsqu'il s'est installé dans la région de Coquimbo, il a épousé Mariana de Gamboa y Astudillo à San Bartolomé de La Serena le 16 janvier 1618. Lorsqu'ils se sont mariés, il a obtenu l'Hacienda Potrerillos, entre autres possessions, comme dot. Sur ce domaine, Luís Pérez de Canseco, Factor Real de La Serena (Chili) et grand-père de Mariana, avait planté les premiers vignobles dont il existe des preuves documentaires dans la vallée de Limarí,, vers 1575.
Dans son testament, Diego Pizarro del Pozo, daté du 28 janvier 1643, déclare qu'il possède une cave d'une capacité de plus de 1 300 arrobas castellanas (1 arroba = 11,5 litres, soit environ 15 000 litres par an), et qu'il possède des pressoirs en brique, des alambics, des birques, des récipients et tous les éléments nécessaires à la production de vin et à la distillation d'aguardientes. Pizarro del Pozo a également été un pionnier dans l'introduction des variétés muscat, albilla et torrontés, avec lesquelles il s'est distingué en tant que producteur d'un vin muscat généreux de type Malaga comme ceux produits par sa famille dans son Andalousie natale,,,,,,,,. C'est l'origine du vin avec la dénomination d'origine Pajarete du Norte Chico du Chili.
Cependant, l'histoire du Pajarete est plus étroitement associée à l'histoire de Huasco, et ce n'est qu'au XVIIIe siècle, vers 1785, que le propriétaire Don Gerónimo Ramos de Torres y de Aguirre, originaire de San Bartolomé de La Serena, où sa famille avait occupé des postes importants au sein du conseil municipal de cette ville, est venu s'installer dans la Valle del Carmen ou Valle de los Españoles, dans l'actuelle vallée de Huasco, qu'il a introduit le raisin muscat et la technique de l'« asoleo » de sa ville natale, - techniques apportées au Chili par l'Andalou Pizarro del Pozo au début du XVIe siècle - produisant un vin généreux qui donnera naissance à ses célèbres vins Pajaretes de Huasco et dont les analogues les plus connus dans le monde sont le Marsala (vin) (Italie), le Jerez (vin) (Espagne), le Porto, le Madère (Portugal), et le banyuls (vin) (France).
Le mythe populaire veut qu'elle ait été apportée par les Jésuites d'Espagne, mais cette affirmation est sans fondement, car la Compagnie de Jésus, fondée en 1676 à San Bartolomé de La Serena24, a été expulsée de l'empire espagnol en 1767, sur ordre du roi Charles III, sous l'accusation d'avoir été les instigateurs des émeutes populaires de l'année précédente, connues sous le nom de Motín de Esquilache (révolte contre Esquilache). Six ans plus tard, le monarque espagnol obtient du pape Clément XIV qu'il supprime l'ordre des jésuites. Bien qu'ils possèdent des terres dans la région, ils ne se sont jamais installés de manière permanente à Huasco.

### Préparation
Le Pajarete était un vin artisanal et, bien qu'il fasse l'objet d'un commerce informel, il était de préférence destiné à la consommation familiale.
Le goût caractéristique et original du Pajarete n'est obtenu qu'avec la préparation de raisins Huasco, qui peuvent être des variétés blanches, muscat d'Alexandrie et autrichiennes. La fermentation a été effectuée selon une procédure datant de l'époque coloniale, dans une cuve appelée noque, une peau d'animal où les raisins étaient placés et écrasés.
Aujourd'hui, il existe des producteurs de Pajarete regroupés en deux associations : Glaciares del Alto et Vendimia del Desierto. Ces Pajaretes ont normalisé et standardisé les procédures de production et amélioré la qualité du Pajarete. En 2011, plus de 30 000 litres ont été mis en bouteille et il est depuis commercialisé sous l'appellation d'origine.